# Langrickenbach
Langrickenbach is een gemeente en plaats in het Zwitserse kanton Thurgau, en maakt deel uit van het district Kreuzlingen.
Langrickenbach telt 1070 inwoners.

## Externe link

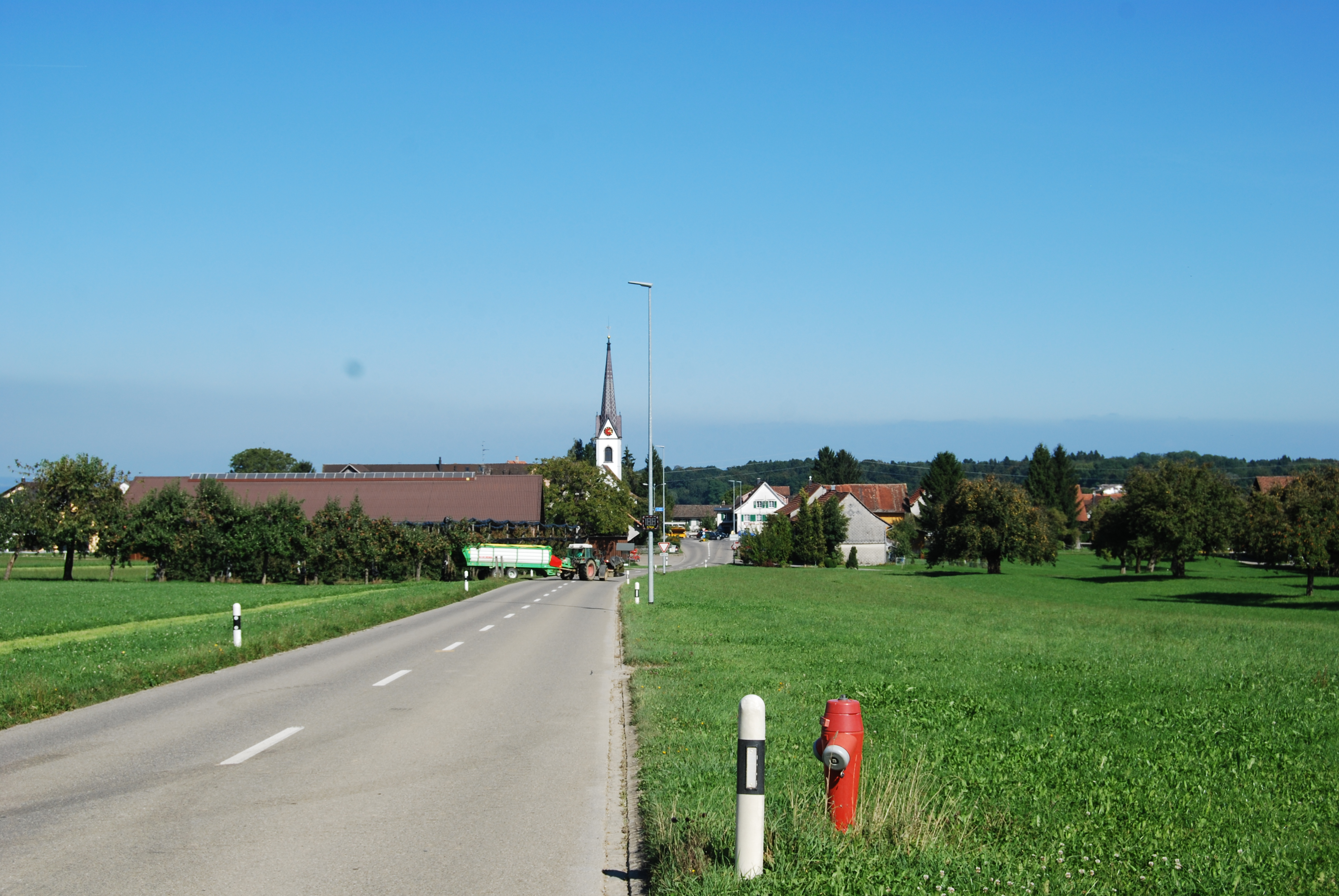
Langrickenbach